# Retrato del procurador Jacopo Soranzo
El Retrato del procurador Jacopo Soranzo es un cuadro del pintor italiano Tintoretto realizado en óleo sobre lienzo. Mide 106 cm de alto por 90 cm de ancho. Fue pintado en 1550, encontrándose en la actualidad expuesto en la Galería de la Academia de Venecia.
El cuadro muestra a Jacopo Soranzo, que como indica la inscripción parcialmente borrada, ocupó el cargo de procurador en 1550. Tintoretto tomó la imagen del retratado de otro lienzo de gran tamaño obra suya, en el que el procurador aparecía en el centro del mismo rodeado por su familia, dicho lienzo se conserva actualmente dividido en tres partes en el Castillo de los Sforza en Milán.